# Sebastian Anefal
Sebastian Anefal (* 21. ledna 1952, Gurur) je mikronéský politik. 5. září 2003 se stal ministrem zahraničních věcí Mikronésie, když jeho nominaci schválil tamní Kongres. 10. ledna 2007 se též stal guvernérem federálního státu Yap. Ministrem zahraničí byl do července 2007.